# Ctenotus pallescens
Espèce
Synonymes
- Ctenotus schomburgkii pallescens Storr, 1970

Ctenotus pallescens est une espèce de sauriens de la famille des Scincidae.

## Répartition
Cette espèce est endémique du Territoire du Nord en Australie.

## Publication originale
- Storr, 1970 : The genus Ctenotus (Lacertilia: Scincidae) in the Northern Territory. Journal and proceedings of the Royal Society of Western Australia, vol. 52, p. 97-108.